# 東芝町 (東京都府中市)
東芝町（とうしばちょう）は、東京都府中市の地名。現行行政地名は「丁目」の設定のない単独町名である。
郵便番号は183-0043。

## 地理
府中市の中央に位置する。

東から時計回りで、府中市晴見町、府中市日鋼町、府中市美好町、府中市本宿町、府中市西府町、府中市西原町、府中市武蔵台、府中市栄町、に隣接する。

### 概要
- 東芝府中事業所に由来する[5][6]。

## 交通

### 鉄道
| 隣接する街区の駅             |
| ---------------------------- |
| JR武蔵野線 - 北府中駅(JM 34) |

### バス
- 京王電鉄バス府中営業所…が街区内の路線を運行している